# Hanžeković Memorial 2016
Il Hanžeković Memorial 2016 è stata l'edizione 2016 del Hanžeković Memorial, meeting di atletica leggera che si tiene a Zagabria dal 1951. L'evento si è tenuto il 5 e il 6 settembre 2016.

## Risultati[1]

### Uomini
| Specialità       |                         | Prestazione | 2º classificato    | Prestazione | 3º classificato           | Prestazione |
| 100 m            | Asafa Powell            | 10"01       | Joel Fearon        | 10"06       | James Dasaolu             | 10"10       |
| 200 m            | Aaron Brown             | 20"15       | Ramil Guliyev      | 20"23       | Daniel Talbot             | 20"39       |
| 1500 m           | Robert Kiptoo Biwott    | 3'37"35     | Vincent Kibet      | 3'37"51     | Marcin Lewandowski        | 3'37"69     |
| 800 m            | Emmanuel Kipkurui Korir | 1'44"72     | Marcin Lewandowski | 1'45"21     | Ferguson Cheruiyot Rotich | 1'45"28     |
| 110 m ostacoli   | Pascal Martinot-Lagarde | 13"35       | Wilhem Belocian    | 13"37       | Balázs Baji               | 13"49       |
| Salto con l'asta | Ivan Horvat             | 5.70 m      | Mareks Arents      | 5.50 m      | Valentin Lavillenie       | 5.30 m      |
| Salto in lungo   | Fabrice Lapierre        | 8.06 m      | Henry Frayne       | 7.99 m      | Emiliano Lasa             | 7.95 m      |
| Getto del peso   | Ryan Crouser            | 22.28 m     | Tomas Walsh        | 22.21 m     | Darrell Hill              | 21.44 m     |

### Donne
| Specialità       |                    | Prestazione | 2º classificato  | Prestazione | 3º classificato      | Prestazione |
| 400 m            | Courtney Okolo     | 51"23       | Natasha Hastings | 51"35       | Carline Muir         | 52"03       |
| 3000 m           | Margaret Kipkemboi | 8'45"69     | Agnes Tirop      | 8'46"38     | Susan Krumins        | 8'46"88     |
| 100 m ostacoli   | Dawn Harper-Nelson | 12"74       | Andrea Ivancevic | 12"88       | Jasmin Stowers       | 12"90       |
| 400 m ostacoli   | Zuzana Hejnová     | 55"61       | Kaliese Spencer  | 55"77       | Cassandra Tate       | 56"32       |
| Salto in alto    | Svetlana Radzivil  | 1.89 m      | Yuliia Levchenko | 1.89 m      | Iryna Gerashchenko   | 1.89 m      |
| Salto in lungo   | Ivana Španović     | 7.03 m      | Jazmin Sawyers   | 6.68 m      | Shara Proctor        | 6.55 m      |
| Lancio del disco | Sandra Perković    | 67.86 m     | Nadine Müller    | 62.46 m     | Mélina Robert-Michon | 61.41 m     |